# Bezirk Neubrandenburg

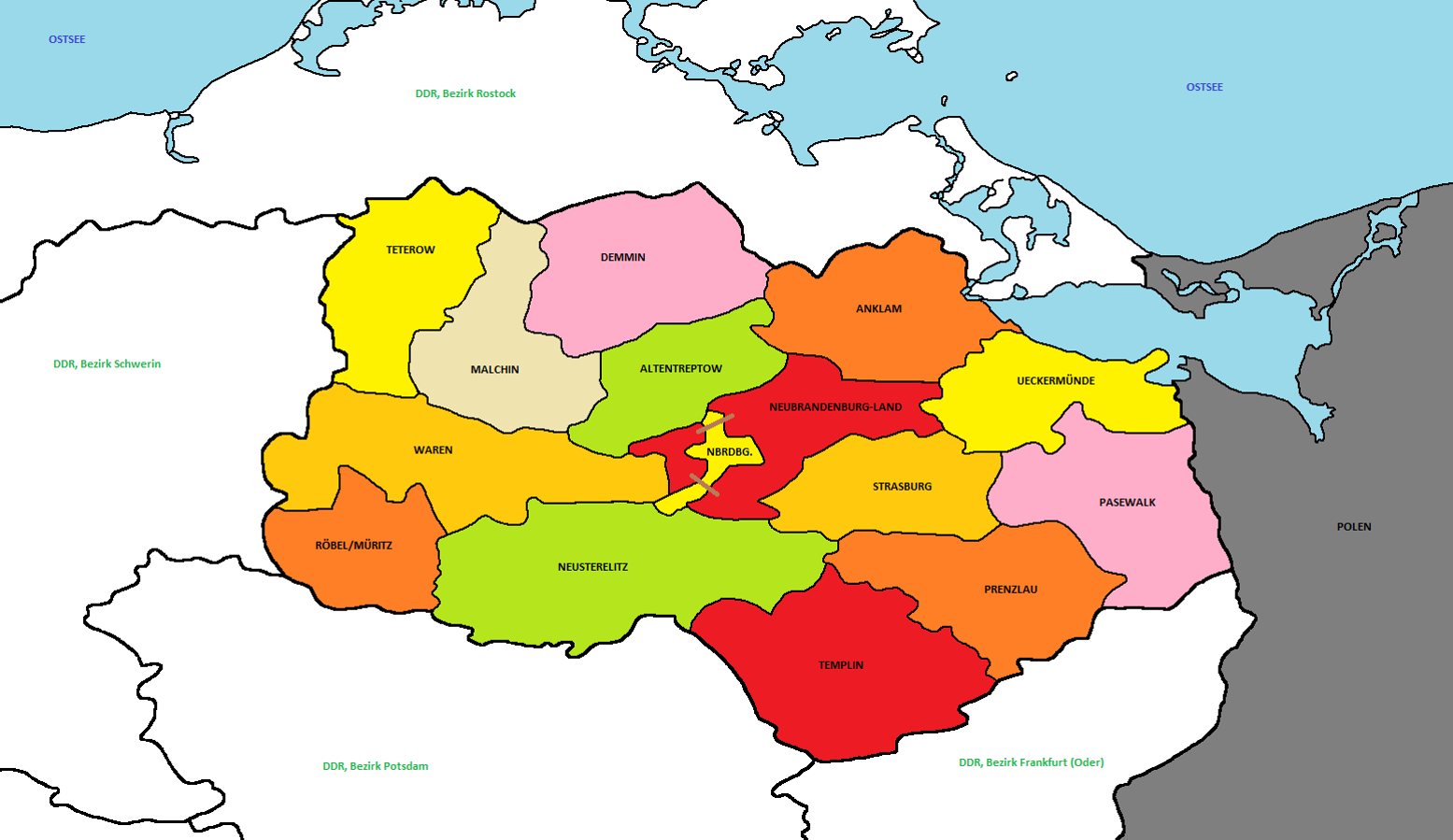
Kreise und Stadtkreise (1957)

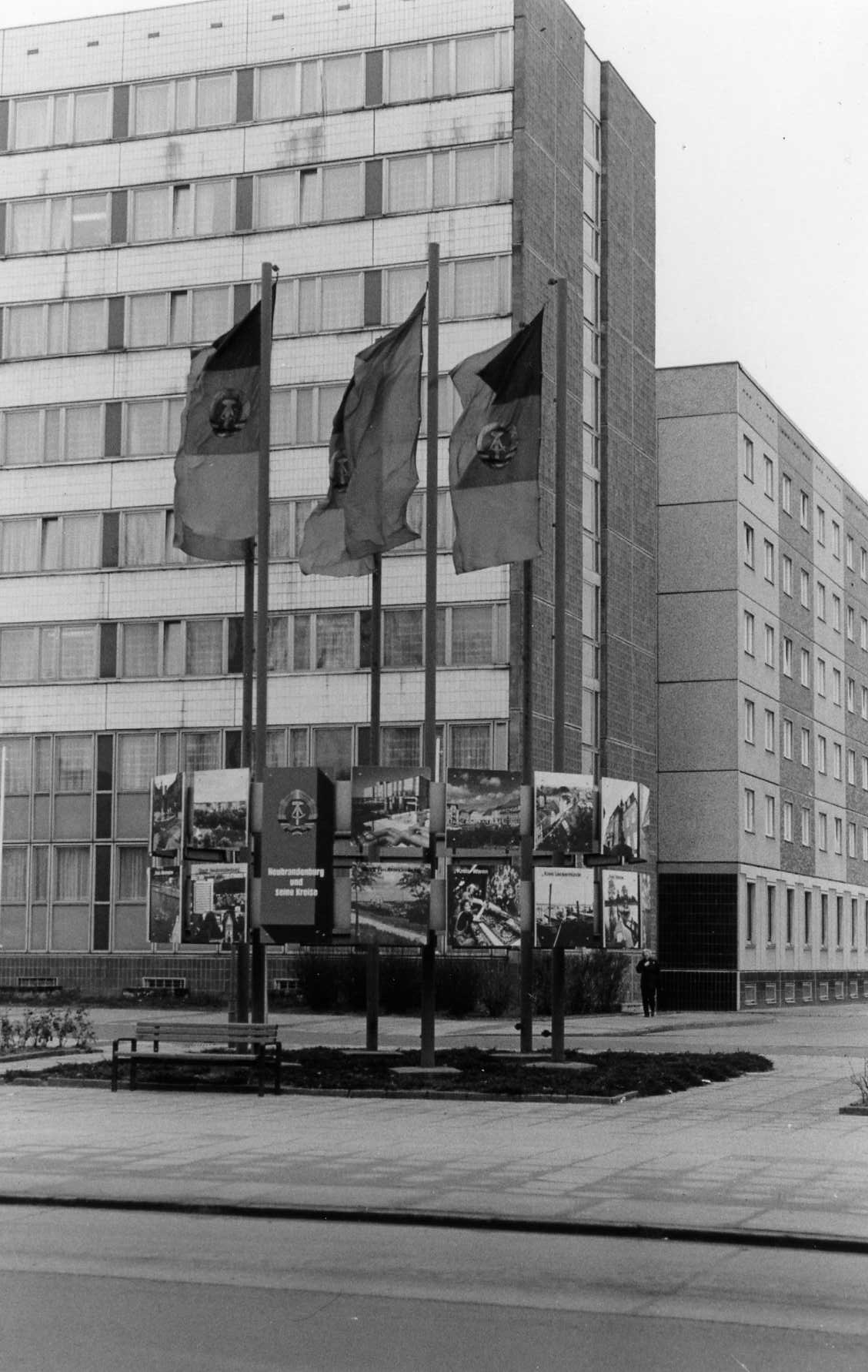
Rat des Bezirkes Neubrandenburg (Januar 1990)

Der Bezirk Neubrandenburg wurde durch die Verwaltungsreform von 1952 nach Auflösung der Länder in der DDR als einer von 14 Bezirken eingerichtet. Der Bezirk führte kein Wappen. Gelegentlich wurde das historische Wappen der Stadt Neubrandenburg als Symbol für den Bezirk verwendet.

## Geographie
Der Bezirk Neubrandenburg war hinsichtlich der Fläche der drittgrößte und hinsichtlich der Bewohner der drittkleinste Bezirk der DDR. Entsprechend war er mit 57 Einw./km² der am dünnsten besiedelte Bezirk.
Neben dem Ostseebezirk Rostock war er der einzige Bezirk, der einen – allerdings kleinen – Küstenabschnitt am Stettiner Haff besaß.
Der Bezirk grenzte an die Bezirke Rostock, Frankfurt, Potsdam und Schwerin sowie im Osten an die VR Polen.

## Verwaltungsgliederung
Der Bezirk umfasste den Stadtkreis Neubrandenburg (ab dem 1. Januar 1969) sowie die Kreise
- Altentreptow
- Anklam
- Demmin
- Malchin
- Neubrandenburg-Land
- Neustrelitz
- Pasewalk
- Prenzlau
- Röbel/Müritz
- Strasburg
- Templin
- Teterow
- Ueckermünde
- Waren

Mit der Wiedererrichtung der Länder im Zuge der Wiedervereinigung Deutschlands im Jahre 1990 wurden die Bezirke aufgelöst. Der Bezirk Neubrandenburg wurde überwiegend dem Land Mecklenburg-Vorpommern zugeordnet. Die Kreise Prenzlau, Templin und nach einem Bürgerentscheid 1992 auch die Gemeinden Bagemühl, Grünberg, Nechlin, Woddow, Wollschow-Menkin und die Stadt Brüssow des Landkreises Pasewalk sowie die Gemeinden Fahrenholz, Güterberg, Jagow, Lemmersdorf, Lübbenow, Milow, Trebenow, Wilsickow und Wolfshagen des Kreises Strasburg kamen wieder zum Land Brandenburg.
Mit der Kreisreform, die im Land Mecklenburg-Vorpommern zum 12. Juni 1994 und im Land Brandenburg zum 6. Dezember 1993 umgesetzt wurde, entstanden aus den bisherigen Kreisen größere Verwaltungseinheiten. Der Landkreis Mecklenburgische Seenplatte, der größte Landkreis Deutschlands mit der Kreisstadt Neubrandenburg, nimmt damit ungefähr die westliche Hälfte des früheren Bezirks Neubrandenburg ein.

## Regierungs- und Parteichefs

### Vorsitzende des Rates des Bezirkes
- 1952–1953: Wilhelm Steudte (1897–1973)
- 1953–1957: Hans Jendretzky (1897–1992)
- 1957–1959: Horst Brasch (1922–1989)
- 1959–1962: Kurt Guter (1921–2001)
- 1962–1967: Lothar Geißler (* 1927)
- 1967–1972: Adolf Garling (1925–2022)
- 1972–1977: Gottfried Sperling (1921–1991)
- 1977–1990: Heinz Simkowski (1931–2008)
- 1990–9999: Wolfgang Otto (* 1947)
- 1990–9999: Martin Brick (Regierungsbevollmächtigter) (* 1939)

### Erste Sekretäre derSED-Bezirksleitung
- 1952–1953: Willi Wiebershausen (1917–1958)
- 1953–1960: Max Steffen (1909–1988)
- 1960–1963: Georg Ewald (1926–1973)
- 1963–1989: Johannes Chemnitzer (1929–2021)
- 1989–9999: Wolfgang Herrmann (* 1939)
- 1989–1990: Jürgen Zelm (* 1953)

## Einwohnerentwicklung
- 1955: 687.000
- 1960: 651.651
- 1965: 633.209
- 1975: 626.362
- 1981: 620.760
- 1988: 620.467
- 1989: 620.500

## Kultur
1958 stiftete der Rat des Bezirks Neubrandenburg den Fritz-Reuter-Preis für Kunst und Literatur, der bis zur deutschen Wiedervereinigung jährlich vergeben wurde. Der Rat des Bezirks vergab auch einen Architekturpreis.